# S5.80
O S5.80 é um motor de foguete a combustível líquido alimentado por pressão queimando N2O4/UDMH. Ele é usado para efetuar manobras em espaçonaves tripuladas. Ele é usado atualmente no módulo de propulsão da espaçonave Soyuz-TMA-M e no módulo Zvezda da ISS.

## Variantes
| Motor (SKD)         | 11D426                                                              | S5.79                                                         | S5.80                                                               |
| ------------------- | ------------------------------------------------------------------- | ------------------------------------------------------------- | ------------------------------------------------------------------- |
| Módulo de propulsão | KTDU-426                                                            | KRD-79                                                        | KTDU-80                                                             |
| Desenvolvimento     | 1968–1974                                                           | 1968-1977                                                     | 1977–1986                                                           |
| Tipo do motor       | motor de foguete a combustível líquido alimentado por pressão       | motor de foguete a combustível líquido alimentado por pressão | motor de foguete a combustível líquido alimentado por pressão       |
| Módulo              | sistema de propulsão integrada, pressurização e controle de atitude | motor de propulsão principal                                  | sistema de propulsão integrada, pressurização e controle de atitude |
| Propelente          | N2O4/UDMH com taxa de mistura de 1,85                               | N2O4/UDMH com taxa de mistura de 1,85                         | N2O4/UDMH com taxa de mistura de 1,85                               |
| Empuxo (SKD)        | 3.09 kN                                                             | 3.09 kN                                                       | 2.95 kN                                                             |
| isp                 | 292                                                                 | 293.7                                                         | 302                                                                 |
| Pressão na câmara   | 128 psi                                                             | 254 psi                                                       | 128 psi                                                             |
| Bocais              | 1                                                                   | 1                                                             | 1                                                                   |
| Taxa de expansão    |                                                                     |                                                               | 153.8                                                               |
| Tempo de queima     | 570s                                                                | 2700s                                                         | 890s                                                                |
| Ignições            | 40                                                                  | 70                                                            | 30                                                                  |
| Massa               | 270 kg (600 lb)                                                     | 38,5 kg (85 lb)                                               | 310 kg (680 lb)                                                     |
| Comprimento         | 1 200 mm (47 pol)                                                   | 840 mm (33 pol)                                               | 1 204 mm (47 pol)                                                   |
| Diâmetro            | 2 100 mm (83 pol)                                                   | 550 mm (22 pol)                                               | 2 100 mm (83 pol)                                                   |
| Usos                | Soyuz T                                                             | Salyut 6, Salyut 7, Módulo Principal da Mir, Zvezda           | Soyuz TM, Soyuz TMA, Soyuz-TMA-M, Progress M, Pirs, Poisk           |
| Referências         | [ 1 ] [ 2 ] [ 3 ] [ 4 ] [ 5 ] [ 6 ] [ 7 ] [ 8 ] [ 9 ] [ 10 ]        | [ 1 ] [ 2 ] [ 3 ] [ 4 ] [ 5 ] [ 6 ] [ 7 ] [ 8 ] [ 9 ] [ 10 ]  | [ 1 ] [ 2 ] [ 3 ] [ 4 ] [ 5 ] [ 6 ] [ 7 ] [ 8 ] [ 9 ] [ 10 ]        |